# Oostermoerfeest
Het Oostermoerfeest, ook wel kortweg Oostermoer genoemd, is een feest dat jaarlijks in het begin van de zomer gehouden wordt in een van de vijf oorspronkelijke Oostermoerregio's in Noordoost-Drenthe. De eerste editie van het feest was in 1868, toen het als landbouwtentoonstelling begon. In de loop der jaren is het uitgebreid met een vijfkamp, optocht met praalwagens, pubquiz, huisdierenkeuring en een feestavond, naast landbouwgerelateerde activiteiten als concours hippique en boerentrekkertrek. Het evenement wordt eens in de vijf jaar gehouden in Zuidlaren, Annen/Eext, Gieten, Gasselte/Gasselternijveen en Borger, waarbij de combinaties Annen/Eext en Gasselte/Gasselternijveen afwisselen waardoor die vier dorpen iedere 10 jaar het evenement huisvesten.
Het Oostermoerfeest, georganiseerd door de tentoonstellingsvereniging (TTV) Oostermoer, vond zijn oorsprong in de agrarische sector. Het feest dat van origine een landbouwtentoonstelling was, had als doel om boeren met elkaar in contact te brengen en op een competitieve manier te verleiden tot een betere aanpak, onder meer door veekeuringen en het onder de aandacht brengen van nieuwe landbouwmachines. De zeskamp, die vijfkamp wordt genoemd vanwege de vijf deelnemende (voormalige) gemeenten, wordt al minstens sinds 1973 gehouden. Tot de activiteiten die in het verleden plaatsvonden behoren de combineraces en paardenkeuring.
In december 2022 werd voor het eerst de jaarlijkse Oostermoer Lichtjestour gehouden, een optocht van verlichte trekkers die in de week voor kerst plaatsvindt en eindigt in het dorp waar het daaropvolgende jaar het Oostermoerfeest wordt gehouden.

## Voorgaande edities
In onderstaande lijst staat per jaartal aangegeven waar het Oostermoerfeest plaatsvond (bevestigd door een bron). In 2001 ging het feest niet door vanwege de MKZ-crisis, in 2020 en 2021 vanwege de coronapandemie.
- 1949: Gasselternijveen[16]
- 1959: Gasselternijveen[16]
- 1995: Zuidlaren[17]
- 1996: Borger[18]
- 1997: Gasselternijveen[19]
- 1998: Gieten[20]
- 1999: Eext[21]
- 2000: Zuidlaren[22][23]
- 2001: Borger[a]
- 2002: Borger[9]
- 2003: Gasselte[24]
- 2004: Gieten[25]
- 2005: Annen[26]
- 2006: Zuidlaren[27]
- 2007: Borger[28]
- 2008: Gasselternijveen[29]
- 2009: Gieten[30]
- 2010: Eext[31]
- 2011: Zuidlaren[32]
- 2012: Borger[33]
- 2013: Gasselte[34]
- 2014: Gieten[35]
- 2015: Annen[36]
- 2016: Zuidlaren[37]
- 2017: Borger[38]
- 2018: Gasselternijveen[39]
- 2019: Gieten[40]
- 2020: Eext[b]
- 2021: Eext[b]
- 2022: Eext[15]
- 2023: Zuidlaren[3]
- 2024: Borger[5]
- 2025: Gasselte[6]
- 2026: Gieten (gepland)[6]